# Arzjanitsa
Arzjanitsa (ryska: Аржаница) är ett vattendrag i Belarus.   Det ligger i voblasten Vitsebsks voblast, i den norra delen av landet, 140 kilometer norr om huvudstaden Minsk.
Trakten runt Arzjanitsa består till största delen av jordbruksmark. Runt Arzjanitsa är det ganska glesbefolkat, med 27 invånare per kvadratkilometer.